# Maria Sadowska-Wróblewska

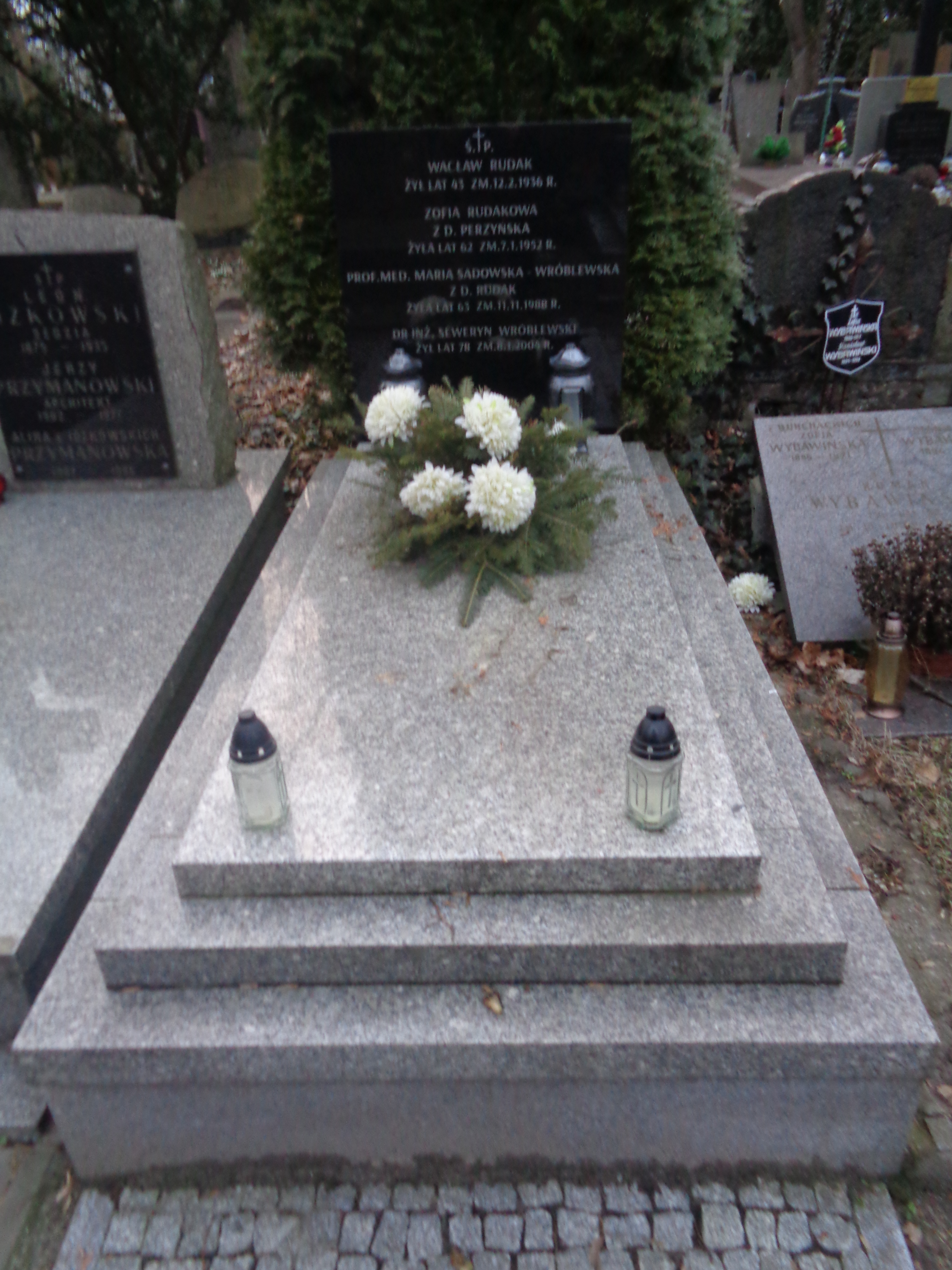
Nagrobek Marii Sadowskiej-Wróblewskiej na Cmentarzu Powązkowskim

Maria Sadowska-Wróblewska (ur. 21 czerwca 1925 w Warszawie, zm. 11 listopada 1988 tamże) – polska reumatolog, profesor nadzwyczajna, doktor habilitowana nauk medycznych, łączniczka Związku Walki Zbrojnej i żołnierz Armii Krajowej.

## Życiorys
Po wybuchu II wojny światowej pełniła funkcję łączniczki Związku Walki Zbrojnej, a potem wstąpiła do Armii Krajowej i wzięła udział w powstaniu warszawskim. Studiowała na Uniwersytecie Poznańskim i na Wydziale Lekarskim Uniwersytetu Warszawskiego. 28 czerwca 1972 uzyskała habilitację dzięki pracy zatytułowanej Zmiany w mięśniach szkieletowych kończyn u chorych na gościec przewlekły postępujący. Studium kliniczne i elektromiograficzne, a 12 lipca 1982 tytuł naukowy profesora nadzwyczajnego nauk medycznych. Od maja 1987 była Prezydentem-Elektem EULAR-u.
Została pochowana na cmentarzu Powązkowskim (kwatera 125-1-18).

## Życie prywatne
Z pierwszego małżeństwa zakończonego rozwodem miała dwoje dzieci – synów: Janusza i Witolda. Jej drugim mężem był Seweryn Wróblewski.

## Odznaczenia
- 1986: Krzyż Oficerski Orderu Odrodzenia Polski[1]
- 1979: Krzyż Kawalerski Orderu Odrodzenia Polski[1]